# Zoran Dragišić
Zoran Dragišić, cyr. Зоран Драгишић (ur. 21 stycznia 1967 w Belgradzie) – serbski polityk i nauczyciel akademicki, specjalizujących się w zagadnieniach dotyczących bezpieczeństwa, kandydat w wyborach prezydenckich.

## Życiorys
W 1991 ukończył studia na wydziale bezpieczeństwa Uniwersytetu w Belgradzie. W 1999 uzyskał magisterium, a w 2004 doktorat na wydziale prawa tej uczelni. Od 1994 zawodowo związany z wydziałem bezpieczeństwa Uniwersytetu w Belgradzie, w 2010 objął stanowisko profesora. Specjalizuje się w zagadnieniach z zakresu bezpieczeństwa międzynarodowego i zarządzania bezpieczeństwem.
Był działaczem Socjaldemokratycznej Partii Serbii. Opuścił to ugrupowanie w 2011, założył własny ruch polityczny pod nazwą Pokret radnika i seljaka (pol. Ruch Robotników i Chłopów). W 2012 wystartował w wyborach prezydenckich – w pierwszej turze otrzymał 1,5% głosów i zajął 10. miejsce wśród 12 kandydatów. Zorganizowana przez niego lista wyborcza nie przekroczyła także progu w wyborach parlamentarnych w tym samym roku.
Później związał się z Serbską Partią Postępową. W 2016, 2020, 2022 i 2023 otrzymywał miejsca na liście wyborczej SNS, które przynosiły mu wybór do Zgromadzenia Narodowego Republiki Serbii kolejnych kadencji.